# Малкият шеф-готвач
„Малкият шеф-готвач“ (на английски: The Tiny Chef Show) е американски детски куклен сериал, който е създаден от Рейчъл Ларсън, Адам Рийд и Озлем Актърк и е продуциран от Imagine Kids+Family. Първоначално е обявен на 12 август 2020 г., а премиерата му е на 9 септември 2022 г. по Nickelodeon.

## В България
В България сериалът започва излъчване по локалната версия на „Ник Джуниър“ на 20 март 2023 г.

### Нахсинхронен дублаж
| Роля              | Изпълнител           |
| ----------------- | -------------------- |
| Малкия шеф-готвач | Константин Икономов  |
| Диктор            | Георги Георгиев-Гого |
| Ру Пол            | Явор Караиванов      |
| Оли               | Тодор Тодоров        |
| Кристен Бел       | Евгения Ангелова     |

| Обработка           | студио „Про Филмс“ |
| ------------------- | ------------------ |
| Режисьор на дублажа | Евгения Ангелова   |
| Преводач            | Дара Цветкова      |